# Barrage J. Percy Priest
 (juillet 2024).

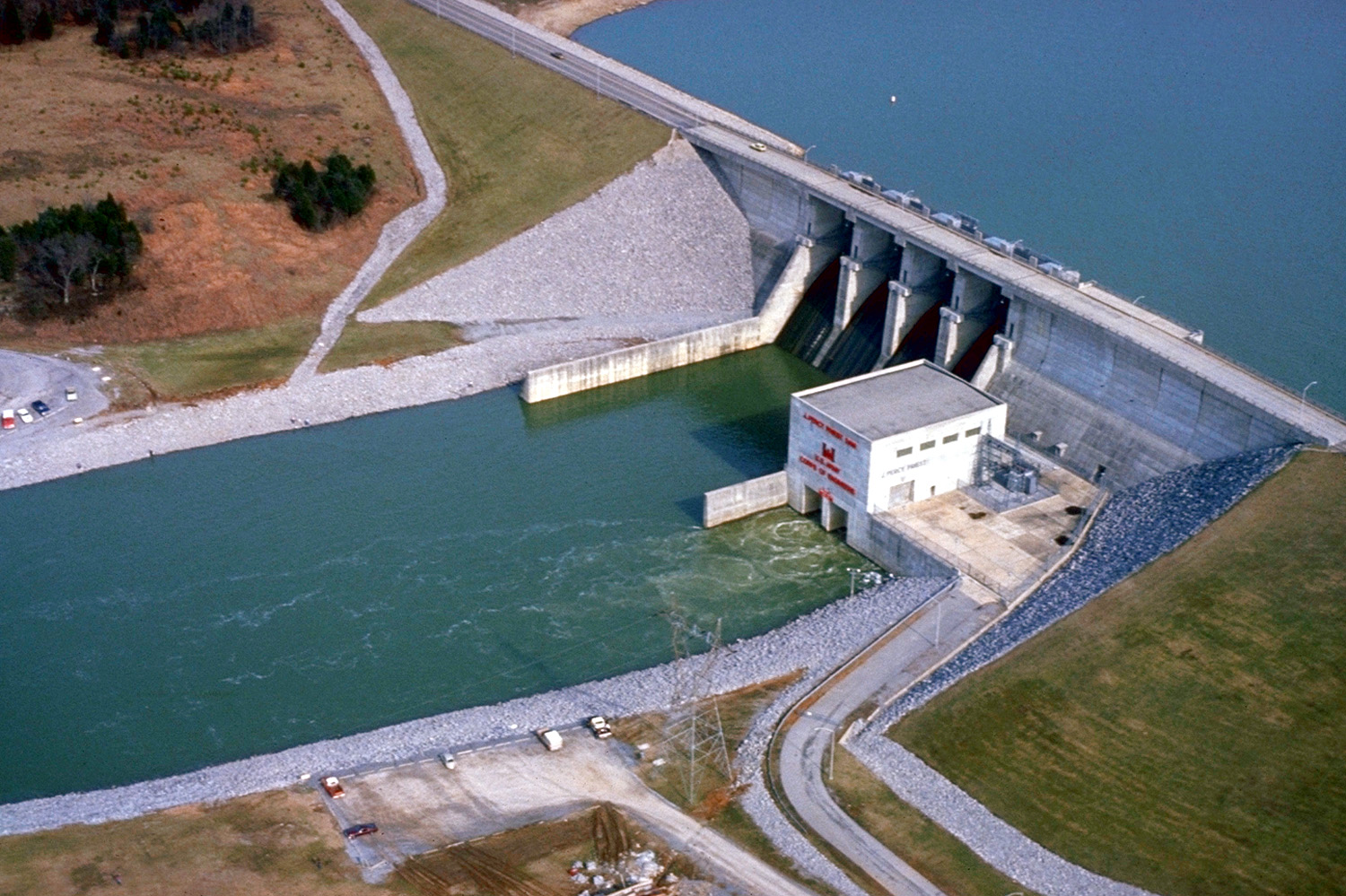
Centrales hydroélectriques du barrage J. Percy Priest.

Schéma du barrage J. Percy Priest, montrant les niveaux de stockage d'eau de la retenue.

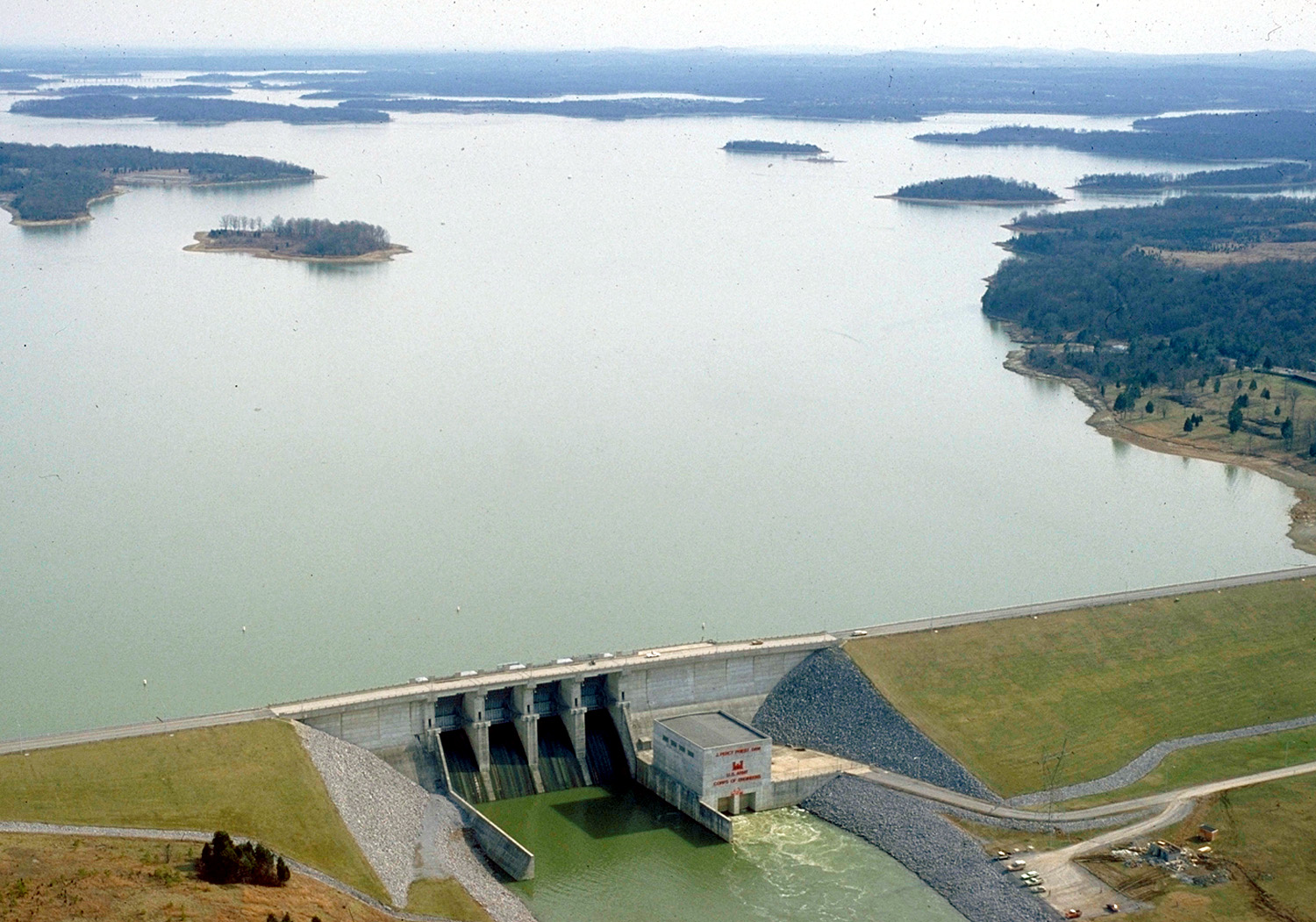
Vue du lac et du barrage.

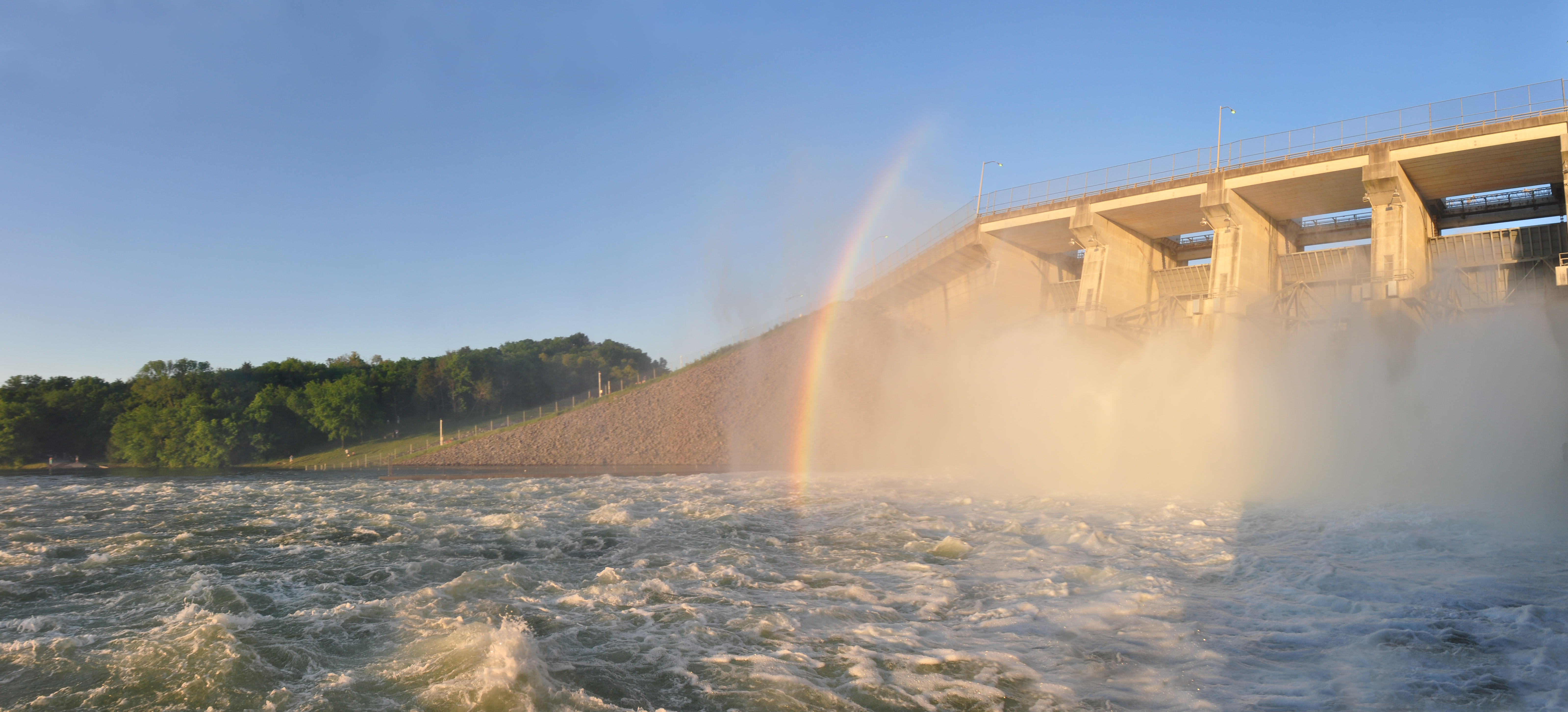
Exutoire de l'usine hydroélectrique du barrage de Percy Priest.

Le barrage J. Percy Priest est un barrage situé dans le centre-nord du Tennessee, au mile 6,8 de la rivière Stones, un affluent de la rivière Cumberland. Il est situé à une dizaine de milles (16 km) à l'est du centre-ville de Nashville. Le réservoir derrière le barrage forme le Lac Percy Priest. C'est l'un des quatre principaux réservoirs de contrôle des crues du bassin de Cumberland ; les autres étant le barrage de Wolf Creek, le barrage de Dale Hollow et le barrage de Centre Hill.
S'élevant à 130 pieds (40 m) au-dessus du lit du cours d'eau, le barrage combine une levée en terre et un élément béton-poids ; il mesure 2 716 pieds (828 m) de long et alimente une centrale hydroélectrique générant 28 MW d'énergie électrique. Il a contribué à diminuer significativement la fréquence et la gravité des inondations de la vallée de Cumberland.
Le barrage est visible depuis l'Interstate 40, là où elle traverse la rivière Stones.

## Histoire
En 1946, une loi sur le contrôle des inondations impose la construction d'un projet, alors baptisé « Stewarts Ferry Reservoir ».
Une autre loi (85-496, votée le 2 juillet 1958), a changé ce nom en J. Percy Priest en hommage à un membre du Congrès du Tennessee décédé.
La construction, faite sous la supervision du Corps des ingénieurs de l’armée américaine, entamée le 2 juin 1963, s'est achevée 5 ans plus tard, en 1968.
En 1979, le barrage a été attaqué à la dynamite, un acte qui visait en réalité à dissimuler une série de crimes, par les inondations massives qui en auraient résulté. Les conspirateurs n'ont réussi qu'à détruire quelques portes métalliques à la base du barrage. Les suspects ont ensuite été reconnus coupables et condamnés à de lourdes peines de prison.

## Impacts environnementaux
Parmi d'autres impacts environnementaux, l'achèvement du barrage en 1967 a entraîné la destruction de la dernière population connue de moule d'eau douce Epioblasma lenior, depuis considérée comme éteinte.

## Décharge horaire
La Tennessee Valley Authority (TVA) publie en ligne toutes les informations sur tous ses rejets. Les altitudes actuelles et les informations sur le débit horaire peuvent être consultées sur son site internet.
Bien que le barrage J. Percy Priest rejette jusqu'à 9 000 cu ft/s (250 m3/s), il faut environ 28 heures pour que l'élévation du réservoir recule de 1 pied (30,48 cm).
L'électricité produite par le barrage est mise sur le marché par la Southeastern Power Administration.